# Чикагский джаз
Чикагский джаз — стиль джазовой музыки, который включил в себя стили новоорлеанского джаза и свинга.

## Чикагский джаз
Примерно с 1917 года в истории джаза обозначается важный период, связанный с появлением в Чикаго лучших носителей новоорлеанского классического джазового стиля: Джо Оливера, Тома Брауна, Джелли Ролл Мортона и других. Местные чикагские музыканты были очарованы этим привезённым новым стилем с его притягательным вдохновенным исполнением и совершенно новой ритмикой, оказывавшими на слушателей ни с чем не сравнимое впечатление. Чикаго, где до той поры играли лишь салонные оркестры, появляется всё большее количество переселенцев из Нового Орлеана, из числа которых пополняются существующие или формируются новые джазовые оркестры. На протяжении целого десятилетия (1917—1928) город оставался главным джазовым центром. Практически все из знаменитостей джаза играли в тот период в Чикаго, развивая и обогащая новыми элементами новоорлеанский джазовый стиль. Постепенно складывается исполнительская школа, получившая в литературе о джазе название чикагской школы. Этот период представлял собой кульминационную точку развития новоорлеанского джазового стиля. В это время окончательно оформляются два его мощных крыла: хот-джаз чёрных музыкантов и диксиленд белых. «Классический джаз достигает своей вершины и переживает в Чикаго самый светлый этап своей истории», — пишет об этом времени венгерский исследователь джаза Янош Гонда (Джаз. Теория. История. Практика. София, 1975).
В начале 1918 года, вскоре после появления первых пластинок группы Original Dixieland Jazz Band, новоорлеанского контрабасиста Билла Джонсона попросили собрать джаз-оркестр для чикагского кабаре «Ройал Гарденс». Джонсон пригласил корнетиста Бадда Пти, но Пти не захотел уезжать из родного города, и тогда выбор пал на Джо «Кинга» Оливера. Оливер покидает оркестр Кида Ори, а с ним и свой родной город и перебирается в Чикаго. Следующие два года Оливер играл в Чикаго в составе разнообразных, часто меняющихся ансамблей. Когда распался один из них, «Оригинал Креол Бэнд», Джо «Кинг» Оливер создал собственный оркестр, называвшийся «King Oliver’s Creole Jazz Band». «King Oliver’s Creole Jazz Band» начал выступать в кабаре «Линкольн Гарденс» и вскоре становится одним из самых популярных в Чикаго оркестров классического новоорлеанского джаза. В 1922 году Оливер приглашает в свой оркестр Луи Армстронга вторым трубачом. В тот период в составе оркестра входили такие знаменитости, как кларнетист Джонни Додс, контрабасист Эд Гарланд (по другим источникам Билл Джонсон), тромбонист Оноре Датри, пианистка Лил Хардин и барабанщик Бейби Додс. С приходом Армстронга уровень исполнения оркестра стал настолько высоким, что остальные чикагские джаз-бэнды просто не могли с ним соперничать. В чикагском кафе «Дримленд» оркестр Оливера каждый вечер собирал толпы поклонников. «Без сомнения, здесь можно было услышать наилучший оригинальный новоорлеанский джаз, а исполнение оркестра Оливера было исключительно темпераментным и разнообразным»-констатируют Хентофф и Шапиро в своей знаменитой работе о джазе («Послушай, что я тебе расскажу». Ринхерт, Нью-Йорк, 1955). В 1923 году оркестр приступил к записи серии грампластинок, которым суждено было оставить значительный след в истории джаза. Музыка оркестра была полифоничной и на редкость слаженной. Каждый музыкант придерживался той роли, которую Оливер, как опытный режиссёр, придумывал для них с целью реализации собственного замысла. Это ещё не были профессиональные, воплощённые в партитурах, аранжировки, а только так называемые «Head arrangements», но их применение было настоятельной потребностью в набросках общего плана музыкального процесса, в рамках которого должны были звучать сольные корусы.
В каждую пьесу Оливер включал одно-два соло и несколько брейков, но большей частью все семь музыкантов оркестра играли вместе. Сам Оливер вёл тему, Армстронг, игравший ниже основной мелодии, расцвечивл её или кратко подчеркивал гармонию. Доддс «сплетал» на кларнете тончайшие узоры, Дютре умело объединял отдельные мелодические фразы, играя в басу последовательности целых нот, составляющих гармоническую основу пьесы. Ритм-группа обеспечивала четкий граунд-бит.
«„Creole Jazz Band“ Кинга Оливера нельзя считать идеальным ансамблем. Тромбонист Дютре нередко искажает мелодию, брейки Доддса подчас размыты. Хотя Оливеру удалось придать музыке четкую структуру, четыре или пять полифонических партий — это слишком много для небольшой джазовой пьесы. И все же у оркестра было своё лицо и свои принципы, благодаря чему пьесы, исполняемые им, и по сей день волнуют любителей джаза.» (Джеймс Линкольн Коллиер «Становление джаза». В переводе с английского Ю. А. Задорнова.)В 1924 году, получив приглашение Флетчера Хендерсона, Армстронг уезжает в Нью-Йорк. Некоторое время Оливер почти не выступал, а в 1926 году вновь возобновил записи на пластинки, но уже с оркестром «Dixie Syncopators». Как правило, в «Dixie Syncopators» использовалась полная трехголосная группа саксофонов. Естественно, это требовало игры по нотам. Это была не простая музыка. Чтобы убедиться, достаточно послушать пьесу «Sugar Foot Stomp», новую версия «Dippermouth Blues», известного по записи оркестра «Creole Jazz Band». В «Sugar Foot Stomp» звучит знаменитое, часто копируемое соло Оливера на корнете. В этом соло отражены самые существенные особенности новоорлеанского джаза. Исполняется всего несколько звуков, но вся прелесть заключена в окраске, которую им придает Оливер. Все три коруса построены вокруг блюзовой терции, высоту которой Оливер постоянно варьирует. Дополнительное своеобразие звучания достигается тем, что Оливер постоянно вставляет и снимает сурдину. Среди джазменов 1920—1930-х годов это соло Оливера считалось образцовым, так как в нём сконцентрировано многое из того, что определяет джаз как самостоятельный музыкальный жанр. Оркестр Оливера проработал без Армстронга до начала Великой депрессии и в 1928 году прекращает активную деятельность. Прожив ещё несколько лет без средств к существованию, выдающийся мастер новоорлеанского джаза Джо «Кинг» Оливер умер в 1938 году в полном забвении и нищете, совсем немного не дожив до эпохи возрождения оригинального джаза, когда многие его бывшие земляки смогли вновь взять в руки инструменты и донести до потомков неповторимые звуки своей музыки.
Знаменитым по словам Уго Панасье был и, игравший без трубача, «Cook Dreamland Orchestra» кларнетиста Джимми Нуна, в составе которого встречается один из первых саксофонистов Джо «Док» Постон, исполнявший роль трубача на альтсаксофоне. Кроме того, в этом оркестре начинал и выдающийся впоследствии пианист Эрл Хайнс.
Вслед за Армстронгом в Чикаго переехали и три великих исполнительницы блюза: Мэми Смит, Гертруда «Ма» Рэйни и Бесси Смит, а вскоре после них и Джелли Ролл Мортон, одна из наиболее знаковых фигур эпохи. С 1923 года он выступал в Чикаго, сделав там немало записей, ставших важнейшими документами, иллюстрирующими джазовый стиль чикагского периода и вообще, всего оригинального джаза. В 1926 году он организует знаменитый оркестр «The Red Hot Peppers», в котором играли многие из его знаменитых современников, включая тромбониста Кида Ори, кларнетиста Альберта Николаса и барабанщика Затти Синглетона. «Оригинал Креол Бэнд», «King Oliver’s Creole Jazz Band» и прочие негритянские составы, переехавшие в Чикаго, играли исключительно в классическом новоорлеанском стиле, развитие которого достигло кульминации именно в эпоху чикагского джаза. В конце 1925 года, завершив свой контракт в оркестре Флетчера Хендерсона, в Чикаго из Нью-Йорка возвращается Луи Армстронг. Выступая в кафе «Дримленд», Армстронг одновременно начинает студийную работу, записав первые номера знаменитой серии «Горячая Пятёрка». В 1926—1927 годы Армстронг пользовался огромной популярностью, играя в оркестре Кэррола Дикерсона, ставшего впоследствии оркестром Армстронга.
В Чикаго своей вершины достигает и белый джаз. Наряду с оригинальным негритянским стилем новоорлеанского джаза, в Чикаго оформился самостоятельный, так называемый «белый» джазовый стиль, который хотя и находился под влиянием первого, но придерживался традиций западной музыкальной культуры. Под воздействием этих традиций в стиле игры белых музыкантов, который уже получил название диксиленд, стало появляться всё больше сладковатых элементов «суит»-стиля, принадлежащего уже следующей эпохе — эпохе свинга. Некоторые из элементов белого чикагского джаза влились в танцевальную музыку того времени, распространившись постепенно по всему миру. Этот стиль по существу стал связующим звеном между оригинальным джазом и свингом с одной стороны и между джазом и танцевальной музыкой-с другой. В 1915 году в чикагском кафе «Лэмб» появился приехавший из нового Орлеана оркестр под руководством тромбониста Тома Брауна. В состав «Браун Диксилэнд Джасс-Бэнда» входили многие музыканты, игравшие ранее в оркестре Джека Лэйна, в их числе кларнетист Лэрри Шилдс, будущий участник первых джазовых записей «Оригинал Диксиленд Джаз Бэнда». Наряду с первыми оркестрами, формировавшими «белый» джазовый стиль (Оригинал Диксиленд Джаз Бэнд, оркестры Тома Брауна или Эби Бруниса), решающую роль в его развитии сыграл ансамбль «Нью Орлеанс Ритм Кингс». Созданный новоорлеанскими музыкантами второго поколения в 1919 году, этот оркестр начинал с водевильных представлений, которые он устривал в концертных турах по Алабаме, Техасу и другим южным штатам. В 1920 году «Нью Орлеанс Ритм Кингс» переезжает в Чикаго. Ведущие музыканты этого оркестра-трубач Пол Марс, кларнетист Леон Рапполо, тромбонист Эби Брунис и пианист Элмор Шобель в связи со своим новорлеанским происхождением были хорошо знакомы с белым джазом Нового Орлеана, с построенным на синкопированных ритмах диксилендом и развивали его дальше. Характерной для интерпретационого стиля этого оркестра является запись «Tin Root Blues», сделанная в 1923 году. Эта композиция, несмотря на своё название и 12-тактную форму, является не блюзом, а скорее типичной популярной песней, состоящей из двух отдельных тем куплетной формы. После каждого изложения темы следовала коллективная импровизация, в которой уже явно просматривалась ведущая роль одного из инструментов. Вследствие этого исчезло полное равновесие в звучании инструментов, характерное для более ранней манеры исполнения. В связи с этим отпадала необходимость взаимного приспособления партнёров. Изменения коснулись и области гармонии. В игре оркестра на смену простого гармонического мира афроамериканского фольклора и раннего новорлеанского джазового стиля приходит более чистая, с явным европейским характером гармонизация. Частыми становится использование второстепенных аккордов, заполняющих паузы основной гармонии, альтерация и хроматические узоры. В полной противоположности с духом древней вариационной гетерофонии, следы которой ещё были вполне отчётливыми в коллективных импровизационных пассажах ранних новоорлеанских джаз-бэндах, цельность импровизаций «Нью Орлеанс Ритм Кингс» определялась гомофонией, вертикальными гармоническими рамками. Вместе с тем некоторые характерные особенности игры негритянских джазменов, ритмические и интонационные эффекты оказали на чикагский джазовый стиль более глубокое воздействие, чем на новорлеанских белых музыкантов из окружения Джека Лейна. Рэгтаймовые синкопы последних в игре музыкантов чикагского стиля уступили место бит-оффбитовой ритмике, что сделало характер акцентирования более джазовым. Ближе к негритянской манере было и интонирование, в котором более точно воспроизводились характерные джазовые эффекты при звукоизвлечении: граул-эффекты, глиссандо, имитация голоса. Таким образом для чикагского стиля и в первую очередь для его лидеров в лице «Нью Орлеанс Ритм Кингс» была свойственна известная двойственность проявления: с одной стороны базирующийся на европейской традиции самостоятельный белый стиль в форме диксиленда, с другой стороны-широкое использование в рамках этого стиля своеобразных и оригинальных приёмов игры негритянских джазменов. Более оторванные от фольклорных корней Юга, музыканты в Чикаго были более восприимчивы к нововведениям, которые, в конечном счёте, определяли вектор джазового развития. Менее подверженный расовой дискриминации и сегрегации, этот город открывал широкие возможности для успеха, как белым, так и чёрным музыкантам. «Кинг» Оливер был королём, как для своих чёрных собратьев, так и для белых джазменов и фанатов. Пол Марс никогда не скрывал того, что многому научился у Оливера, а его коллега Леон Рапполо всегда отмечал, что его идеалам всегда отвечали знаменитые чёрные кларнетисты Джимми Нун и Джонни Додс. Но, конечно же, этого было не достаточно для того, чтобы музыкальный уровень и стиль джаза обоих направлений совпадали.
Из лучших представителей белого чикагского джаза следует назвать имена кларнетиста Леона Рапполо и трубача Бикса Бейдербека. Леон Рапполо стал первым из белых джазменов, создавших свою школу исполнения, влияние которой отмечали на себе не только белые, но и некоторые чёрные солисты. Его исполнение отличалось глубоким лиризмом и отчасти ностальгическим настроением.
Подобным образом звучала и труба Бикса Бейдербека, одного из выдающихся мастеров в истории джаза. В его исполнении, насыщенном альтерациями и хроматикой, как бы витает тень немецкого романтизма конца XIX века. Тон его инструмента, отличавшийся исключительной красотой, на долгие годы стал идеалом классического джаза.
Убрав несколько суровые, характерные для диксиленда стаккато, он ввёл целостное гладко текучее, как бы отполированное легато. Романтичное звучание Бейдербека и Рапполо стало предвестием следующей эпохи сладко-сентиментального «суит»-стиля, введённого в практику джаза в период свинговых биг-бэндов. Поздняя романтика чикагского стиля склонялась к коммерчески направленной музыке, но это не отменяет того факта, что Бейдербек ввёл в джаз дух европейской музыки. Он играл уже только сольные импровизации, которые своей пластичностью великолепно усиливали и обогащали гармонический фон оркестрового бекграунда.
Говоря об истории белого чикагского джаза, нельзя не упомянуть и так называемых «чикагцев» из Austin High Scool. Самыми известными из них были саксофонист Бад Фримен, корнетист Джимми Макпартлэнд, его брат, банджист Дик и Фрэнк Тешемахер, игравший на кларнете и саксофоне. Они создали в 1922 году оркестр «Blue Friars», постепенно превратившийся в своеобразный творческий центр, вокруг которого в начале 1920-х сконцентрировались наиболее известные и талантливые мастера чикагского стиля. В их число вошли начинающий кларнетист Бенни Гудмен — в будущем самая яркая звезда эпохи свинга, пианисты Джо Салливейн и Джек Стейси, трубачи Магси Спениер и Уинги Маноне и сам Бейдербек, который в 1923 году организовал ансамбль «The Wolverines», в составе которой были многие представители «чикагцев». Двумя годами позже, с уходом из оркестра Бейдербека, происходит слияние «Blue Friars» и «The Wolverines», продолживших своё творчество под названием «Husk O’Hare’s Wolverines».
В интерпретационной манере «чикагцев» новоорлеанский классический стиль уже не занимал такое доминирующее положение, как у их чёрных коллег. По времени, значительный период их деятельности совпал со вторым этапом чикагского джаза, который можно охарактеризовать как переходный. Знаменитый французский джазовый критик Уго Панасье в своей работе «История подлинного джаза» определяет чикагский стиль, как «несовершенное подражание белых музыкантов оригинальному новоорлеанскому стилю».
Всё сказанное об этом этапе можно изложить по пунктам, резюмирующим основные особенности первой эпохи джазовой эволюции следующим образом:
1. Индивидуализация сольных хот-партий.
Появление на переднем плане импровизационного процесса фигуры виртуоза-солиста. В связи с этим коллективная импровизация отступает на задний план, сводясь в лучшем случае в коллективное обыгрывание темы в начале композиции и её стандартному повторению в конце. Параллельно играемые партии солистов в коллективной импровизации заменяют последовательное чередование хот-соло разными музыкантами.
2. Изменение понятия хот-инспирации.
Фанатичность «горячих» импровизаций была характерной особенностью игры чёрных новоорлеанских джазменов. В специфичной атмосфере Нового Орлеана эта особенность оказывала своё влияние и на белых исполнителей. Это способствовало широкому распространению в новорлеанских оркестрах «хот-импровизаций», исполнявшихся свободно, с радостным возбуждением и горячностью. Чикагские «хот» были виртуозными, исполнялись на высоких тонах и в европейском смысле были более «культурными» в сравнении с новоорлеанскими. Однако в импровизациях чикагцев исчезла основная сила классических «хот»-партий, их жизненность и свежесть. Наверняка многие из чикагцев ощущали отсутствие этих качеств в своей игре. Отсюда и возникло желание искусственно стимулировать «хот»-инспирацию употреблением наркотиков и алкоголя, постепенно ставшими самыми коварными врагами в творчестве и жизни многих великих артистов. Одной из первых трагических жертв этого пагубного пристрастия стал Бикс Бейдербек, в судьбе которого оно сыграло трагическую роль, оборвав его жизнь на 28-м году жизни.
В итоге понятие «хот»-инспирации коренным образом изменилось: вместо экстатичного освобождения пришло чувство беспредельности, вместо радостного возбуждения — нервозное, вибрирующее напряжение. Некоторые музыканты наоборот стремились к полному успокоению, создавая праобразы интеллектуального хот-исполнения, позднее в совершенстве реализованных в эпоху кул-джаза уже совсем другим поколением новаторов. Эта тенденция давала возможность избежать главной опасности импровизационного процесса — механического воспроизводства мелодической и ритмической рутины.
3. Синтетичность чикагского стиля.
В музыке «чикагцев» органически переплелись элементы рэгтайма, оригинального новоорлеанского джаза и популярных американских шлягеров. Заимствованные у чёрных музыкантов исполнительские приёмы перерабатывались «чикагцами» в соответствии со своими возможностями выражения. Ритм-секция полностью отошла от принципа «two beat» (акцентирование первой и третьей доли такта), характерного для диксиленда, заменив её равномерной четырёх-дольной пульсацией. В рамках этой равномерной пульсации более сильные акценты приходились на слабые (2-ю и 4-ю) доли такта, что создавало ощущение определённого ускорения, единого волнообразного ритмического движения. Это и породило в дальнейшем знаменитый термин «свинг» (от англ. swing-раскачиваться), давший название следующей эпохе джазовой истории.
4.Функциональные перемены в инструментальной практике.
Изменилась роль отдельных инструментов в музыкальном процессе. Сольные партии перестали быть прерогативой мелодических инструментов, изменились и исполнительские приёмы, применявшиеся при игре на инструментах с преимущественно гармоническими или ритмическими функциями. Так фортепиано и гитара (почти полностью вытеснившая банджо, такое традиционное для диксиленда) наряду с прежними функциями, всё чаще стали в хот-импровизациях применяться как мелодические инструменты. Даже на таких сугубо ритмических инструментах, как барабаны и контрабас музыканты регулярно играли соло.
Наряду с Леоном Рапполо и Биксом Бейдербеком для дальнейшего развития джаза в ту эпоху многое сделали барабанщики Джин Крупа и Дейв Тот, гитарист Эдди Кондон, кларнетист Бенни Гудмен и не в последнюю очередь негритянский пианист Эрл Хайнс.
Приближался конец периода, названного Скоттом Фицджеральдом «Jazz age» — джазовый век. Чёрный новоорлеанский джаз ещё процветал, но новые подходы к джазовым традициям всё чаще шли и с другого, белого крыла джазового сообщества.
Эти новшества заставляли и негритянских мастеров вносить коррективы в свою игру. Даже Луи Армстронг и его оркестр, игравший лучший в тот период новоорлеанский джаз, не избегал внедрения новых тенденций, одним из первых изменив подход к импровизации, высоко подняв роль виртуоза-солиста, импровизирующего отдельно от остального оркестра, что полностью изменило облик джазового творчества. Коллективные импровизации раннего джаза отошли в прошлое на долгие годы.
Период чикагского джазового стиля завершился в 1928 году с началом Великой депрессии в США. Это был один из наиболее драматичных моментов в истории джаза. Одновременно осталось без работы множество замечательных джазовых мастеров, игравших в новоорлеанских традициях. Оригинальный джаз практически повсеместно исчез, сохранившись лишь местами на Юге США, на своей исторической родине. На смену им из нью-йоркского Гарлема уже доносились звуки первых биг-бэндов, предвестников грядущего свинга.